# Lucky Kuswandi
Lucky Kuswandi, né le 29 août 1980 à Jakarta en Indonésie, est un réalisateur et scénariste indonésien.

## Biographie
Lucky Kuswandi est diplômé de l'Art Center College of Design de Pasadena en Californie. En 2006, il est sélectionné pour intégrer le Berlinale Campus Talent (en) qui lui permettra de réaliser en 2008 le court métrage documentaire Miss or Mrs ? sélectionné dans la section Panorama lors de la Berlinale 2009.
En 2010, il réalise son premier long métrage Madame X qui s'inspire du film Priscilla, folle du désert.  Il remporte le prix du meilleur film au festival MIX Copenhagen 2011.
En 2014, Kuswandi réalise son second long métrage Selamat Pagi, Malam (In the Absence of the Sun) qui marque ses débuts sur la scène internationale en étant notamment sélectionné au Festival international du film de Tokyo. Le film permet à Kuswandi d'obtenir ses premières nominations au Festival du film indonésien dans la catégorie meilleur scénario original et meilleur réalisateur.
Il réalise en 2015 un nouveau court métrage nommé The Fox Exploits the Tiger’s Might (Le renard exploite la force du tigre). Le film est sélectionné à la Semaine de la critique lors du Festival de Cannes 2015, devenant le second film indonésien sélectionné dans cette catégorie, 26 ans après Tjoet nja’ dhien (id).
Kuswandi réalise le long métrage Galih & Ratna en 2017 au cinéma, remake du film indonésien Gita Cinta dari SMA (en). Kuswandi est nommé dans la catégorie meilleure adaptation au festival du film indonésien 2017.
En 2021, Netflix produit le nouveau long métrage de Kuswandi, Ali & Ratu Ratu Queens, dont la sortie mondiale est annoncée au 17 juin 2021. Le film obtient 16 nominations au Festival du film indonésien 2021 dont celle du meilleur réalisateur pour Kuswandi.
Kuswandi collabore une seconde fois avec Netflix en signant le scénario de A World Without (en), réalisé par Nia Dinata

## Filmographie

### Réalisateur

#### Courts Métrages
- 2008 : A letter of unprotected memories
- 2008 : Miss or Mrs ?
- 2015 : The Fox Exploits the Tiger’s Might
- 2015 : Serpong

#### Longs Métrages
- 2010 : Madame X
- 2014 : Selamat Pagi, Malam
- 2017 : Galih & Ratna
- 2021 : Ali & Ratu Ratu Queens

### Scénariste
- 2010 : Madame X de lui-même
- 2014 : Selamat Pagi, Malam de lui-même
- 2016 : Ini Kisah Tiga Dara de Nia Dinata
- 2017 : Galih & Ratna de lui-même
- 2019 : Bridezilla de Andibachtiar Yusuf
- 2021 : A World Without de Nia Dinata

## Récompenses

### Citra Awards
| Année | Catégorie                  | Film                   | Résultat   | Notes                      | Ref.  |
| ----- | -------------------------- | ---------------------- | ---------- | -------------------------- | ----- |
| 2014  | Meilleur Scénario Original | Selamat Pagi, Malam    | Nomination | Partagé avec Ucu Agustin   | [ 7 ] |
| 2014  | Meilleur Réalisateur       | Selamat Pagi, Malam    | Nomination |                            | [ 7 ] |
| 2017  | Meilleure Adaptation       | Galih dan Ratna        | Nomination | Partagé avec Fathan Todjon | [ 7 ] |
| 2021  | Meilleur Réalisateur       | Ali & Ratu Ratu Queens | Nomination |                            | [ 7 ] |